# Anne-Nelly Perret-Clermont
Anne-Nelly Perret-Clermont (* 30. November 1949 in Brüssel) ist eine Schweizer Psychologin und emeritierte Hochschullehrerin der Universität Neuenburg.
Sie studierte ab 1967 bis 1971 Psychologie bei Jean Piaget an der Universität Genf, zusätzlich an der Universität Lausanne und am Institute of Education, University of London. 1976 promovierte sie an der Universität Genf und seit 1979 lehrte sie an der Universität Neuchâtel. 
Ihre Forschung liegt auf der Sozial- und Kulturpsychologie, besonders auf dem Denken als kontextualisierter und sich entwickelnder Aktivität. Dabei geht es ihr speziell um den Übergang von der Jugend zum Erwachsenen in der Berufsbildung. Sie war Mitbegründerin und Mitpräsidentin von DO RE(search), einer Forschungsförderung des Schweizerischen Nationalfonds (SNSF).
Sie ist seit 2011 Mitglied der International Academy of Education und erhielt 2016 das Ehrendoktorat der Universität Göteborg.

## Schriften (Auswahl)
- mit Schär, R., Greco, S., Convertini, J., Iannaccone, A., & Rocci, A.: Shifting from a monological to a dialogical perspective on children’s argumentation. Lessons learned. In F. H. van Eemren, B. Garssen (Hg.): Argumentation in actual practice. Topical studies about argumentative discourse in context (pp. 211–236): John Benjamins Publishing Company 2019.
- mit Iannaccone, A., Convertini, J. (2019): Children as investigators of Brunerian “Possible worlds”. The role of narrative scenarios in children’s argumentative thinking. Integrative Psychological and Behiavioral Science, 53, pp. 679–693.
- mit Kontopodis, M. (2016): Educational settings as interwoven socio-material orderings. European Journal of Psychology of Education, 31(1)
- mit Psaltis, C., Gillespie, A. (Hg.).: Social Relations in Human and Societal Development. Basingstoke (Hampshire, UK): Palgrave Macmillan 2015
- mit Perret, Jean–François (2011): Apprentice in a changing trade. Charlotte, N.C. USA: Information Age Publishing
- mit Barrelet, J.–M. (Hg.) (2008/2014): Jean Piaget and Neuchâtel. The Learner and the Scholar. Hove and New York: Psychology Press
- mit Muller Mirza (Hg.). (2009): Argumentation and education: theoretical foundations and practices. Dordrecht, Heidelberg, London, New York: Springer. ISBN 978-0387981246.
- (Mithg.): Thinking Time: a Multidisciplinary Perspective on Time, Seattle, Toronto, Göttingen, Bern: Hogrefe & Huber Publishers 2005
- Jacobs Foundation (Hrsg.): Joining society : social interaction and learning in adolescence and youth. Cambridge University Press, Cambridge, UK 2004, ISBN 0-511-16591-9.
- Apprendre un métier dans un contexte de mutations technologiques, Paris: L’Harmattan 2004
- mit Pierre Dasen: Interkulturelle Bildung in der Schweiz. In: Poglia, E., Perret-Clermont, A.-N., Gretler, A., & Dasen, P. R. (Hrsg.): Interkulturelle Bildung in der Schweiz. Fremde Heimat. 1995 (academia.edu [abgerufen am 15. August 2022]).
- mit Michèle Grossen: L’espace thérapeutique. Cadres et contextes, 1992, ISBN 2-603-00875-7.
- mit Michel Nicolet: Interagir et connaître. Enjeux et régulations sociales dans le développement cognitif, Paris: L’Harmattan 1988/2002, ISBN 9782296273771.
- mit R. Hinde, J. Stevenson-Hinde: Social Relationships and Cognitive Development, 1985
- La construction de l'intelligence dans l'interaction sociale, zuerst 1979, engl. Übs. 1980, erw. Fassung 1996, ISBN 978-3906754543.